# Tony Hands
Tony Hands (* 16. September 1969 in Luanshya, Sambia) ist ein ehemaliger englischer Squashspieler.

## Karriere
Tony Hands begann seine professionelle Karriere 1993 und gewann auf der PSA World Tour insgesamt drei Titel. Seine höchste Platzierung in der Weltrangliste erreichte er mit Rang neun im Januar 1994. Mit der englischen Nationalmannschaft gewann er bei Europameisterschaften 1993 und 1994 den Titel.
Zwischen 1992 und 1999 stand er achtmal in Folge im Hauptfeld der Weltmeisterschaft. Sein bestes Resultat war dabei das Erreichen des Viertelfinals 1993. Er unterlag Peter Marshall in drei Sätzen. Sein letztes Profiturnier spielte er im Februar 2001.
Er ist verheiratet und hat einen Sohn und eine Tochter. Seit 1999 leitet er ein Reisebüro.

## Erfolge
- Europameister mit der Mannschaft: 1993, 1994
- Gewonnene PSA-Titel: 3